# Tiwa's Baggage
Tiwa's Baggage es una película de drama romántico nigeriana de 2017, escrita y dirigida por Biodun Stephen. En los City People Movie Awards 2018, fue nominada a mejor película del año (en inglés), pero perdió el premio ante The Wedding Party 2.

## Elenco
- Bayray McNwizu
- Kunle Remi
- Ronke Oshodi Oke
- Bolanle Ninalowo

## Recepción
Pulse describió la química, actuación,  historia y banda sonora como razones por las que la película era buena. Nollywood Reinvented le otorgó una calificación de 3/5, elogiando la calidad de la producción, interpretación de los personajes y la banda sonora. La cronología de las subtramas también se señaló como una innovación en Nollywood que debería mantenerse. Concluyó su revisión con un consenso que dice: "Es una pequeña y dulce historia muy bien hecha sobre la gente pequeña y las grandes decisiones que tienen que tomar". Obtuvo una calificación del 75% de True Nollywood Stories, que describió la historia como "simple y pura". Resumió su reseña diciendo que "la gran actuación, romance y ritmo relajante de la historia hacen de Tiwa's Baggage un todo".